# Атомное упорядочение
Атомное (атомно-вакансионное) упорядочение (англ. atomic (atomic-vacancy) ordering) — метод формирования наноструктуры в компактных и дисперсных твёрдых растворах (сплавах) и нестехиометрических соединениях, основанный на использовании структурного фазового перехода «беспорядок-порядок», являющегося результатом перераспределения взаимозамещаемых компонентов (атомов разного сорта или атомов и вакансий) по узлам кристаллической решётки твёрдого раствора замещения.

## Описание
Упорядочение используется как метод создания наноструктуры в компактных и дисперсных твёрдых растворах (сплавах) AyB1-y и нестехиометрических соединениях MXy (M — переходный d-металл, X = C, N, O, y < 1,0) с помощью фазовых превращений «беспорядок-порядок» первого рода, происходящих с изменением объёма. Процесс упорядочения является диффузионным, и поэтому превращение происходит не мгновенно, а в течение нескольких десятков минут или часов. При охлаждении от температуры синтеза до комнатной температуры твёрдый раствор или нестехиометрическое соединение переходит через температуру упорядочения. Из-за различия параметров решётки неупорядоченной и упорядоченной фаз в веществе возникают напряжения, которые могут приводить к растрескиванию кристаллитов по границам раздела неупорядоченной и упорядоченной фаз.